# Poroszországi tatárjárás
A poroszországi tatárjárás a krími tatárok negyvenezer fős hordájának pusztítása a 1655–60-as svéd–lengyel háború alatt a Porosz Hercegségben.
A svéd hadak 1655-ben egy sor győzelmet arattak a lengyelek felett, a lengyel hűbéres porosz herceg átállt az ellenséghez, s a Porosz Hercegséget Svédország fennhatósága alá vonta.

A Częstochowa mellett elszenvedett svéd vereség azonban óvatossá tette a poroszokat, akik kezdtek visszakozni.
1656 késő nyarán Rajgródnál a lengyelek segítségére siető tatárok átlépték a határt negyven-ötvenezer lovassal, és könyörtelenül égetni kezdték a vidéket, s sorra ütöttek rajta a porosz, svéd és német erőkön. Összesen 13 várost, 249 falut, több kisebb települést, vagy tanyát és majort pusztítottak el. Az országban élő lengyeleket rendszerint megkímélték, a de a németeket, a poroszokat és a kasubokat akik az útjukba kerültek, rendre lemészárolták, vagy foglyul ejtették. Összesen huszonháromezer ember esett áldozatul a vérengzésnek, míg a rabszíjra fűzöttek száma ennél nagyobb, 34 ezer volt. Egy korabeli dokumentum részletesen leírja, hogy milyen halállal ölik az embereket, s foglyul ejtenek mindenkit akit érnek „katonát és polgárt, pórt, papot, egyháznak szolgáját, cselédet, szolgálóleányt, asszonyt, s gyermeket.”
A tatárjárás ezen nagy hulláma mindössze három hétig tartott, s azután lengyel és litván erők nyomultak be az országba, de amíg a hadműveletek Poroszországban zajlottak, addig a tatárok folytatták a rablást és gyilkolást. Néhány kisebb ütközetet követően 1656. október 8-án a lengyelek és a tatárok a Prostken (Prostki) melletti csatában súlyos vereséget mértek a porosz–svéd seregekre.
Poroszország és Brandenburg hamarosan megkötötte a wehlaui szerződést, melyben kiegyeztek Lengyelországgal, és Svédország ellen léptek harcba. A háború után a hercegség kikerült a lengyel függésből és teljesen Brandenburg része lett.
A tatárjárás változtatott az ország etnikai összetételében. Az őslakos porosz kisebbség volt az, ami a legjobban megszenvedte a dúlást, s számuk tovább csökkent, ami gyorsította az asszimilációt. A még a 13. században betelepült német telepesek száma is lecsökkent. Nagy kárt szenvedett az ország gazdasága, ami a háború után lassan talpra állt. A kipusztított területekre új telepesek jöttek Németországból, valamint nagyon sok elűzött francia hugenotta is megtelepült itt. Az ország nemzetiségi mutatói ezáltal ismét megváltoztak. A 19. századi poroszországi lakosság nagy része már gyakorlatilag nem volt azonos a 17. század előtt ott élt németséggel.